# Lipton International Players Championships 1986
Lipton International Players Championships 1986 — тенісний турнір, що проходив на відкритих кортах з твердим покриттям. Чоловічі змагання належали до Nabisco Grand Prix 1986, жіночі - до Світової чемпіонської серії Вірджинії Слімс 1985 Це був другий за ліком Мастерс Маямі. І чоловічі, і жіночі змагання відбулись у Бока-Вест (США) з 10 до 24 лютого 1986 року.

## Фінальна частина

### Одиночний розряд, чоловіки
Іван Лендл —  Матс Віландер 3–6, 6–1, 7–6, 6–4
- Для Лендла це був 2-й титул за сезон і 59-й - за кар'єру.

### Одиночний розряд, жінки
Кріс Еверт-Ллойд —  Штеффі Граф 6–4, 6–2
- Для Еверт-Ллойд це був 1-й титул за рік і 146-й — за кар'єру.

### Парний розряд, чоловіки
Бред Гілберт /  Вінс ван Петтен —  Стефан Едберг /  Андерс Яррід без гри
- Для Гілберта це був 1-й титул за рік і 8-й - за кар'єру. Для ван Паттена це був єдиний титул за сезон і 2-й - за кар'єру.

### Парний розряд, жінки
Пем Шрайвер /  Гелена Сукова —  Кріс Еверт-Ллойд /  Венді Тернбулл 6–2, 6–3
- Для Шрайвер це був 1-й титул за рік і 79-й — за кар'єру. Для Сукової це був 1-й титул за рік і 13-й — за кар'єру.